# 山口健二
山口 健二（やまぐち けんじ、1925年8月15日 - 1999年6月12日）は、日本の政治活動家、アナキスト、作家。日本社会党と日本共産党に双方に入党し、共産党では志田派として中核自衛隊にも参加したが、後に両党から除名された。

## 経歴
1925年横浜市に生まれる。横浜第二中学校卒業後、1942年東京美術学校油画科入学、1943年第一高等学校文科入学、1944年旅順高等学校入学。旅順高等学校での学生生活が関東軍指揮下であることに反発し、朝鮮人の友人三人とともに脱走し、満州、朝鮮半島を南下し、日本本土に戻る。戦時下には太宰治に私淑し、1942、3年頃太宰の自宅を訪問し面会。
長野県で終戦を迎え、第一次日本アナキスト連盟に参加。第一高等学校に入学。この頃、原口統三、清岡卓行、中村稔などと交流を持つ。1947年京都大学文学部倫理学科入学（後に中退）。京大生時代の1948年4月14日に京都市下京区で起きた京大女子学生殺人事件に間接的に関わり、証人として裁判に出廷。三島由紀夫は、この事件に取材し、短篇小説「親切な機械」を発表。事件の影響で京都に居られなくなり、恋人の井上美奈子と共に横浜市に移る。アナ連の機関紙『平民新聞』の編集に携わる。1952、3年頃アナ連を離れた後、日本社会党と日本共産党に二重入党。共産党では志田派に所属し、中核自衛隊に参加。1952年から1956年に世界民主青年連盟の日本代表として東欧、ソ連を歴訪。ヨシフ・スターリンと何度か会う。1956年に社会党から、1959年には共産党からそれぞれ除名される。
60年安保時には三井三池争議支援を経て、谷川雁らの大正行動隊に参加。1961年後方の会を設立し、大正鉱業の炭坑争議を支援。この頃、榊原陽を谷川雁に紹介する。
1962年松田政男、川仁宏らと自立学校を企画し、谷川雁、吉本隆明、埴谷雄高、黒田寛一、栗田勇、森秀人らを講師とした。1965年松田らと東京行動戦線を結成、ベトナム義勇軍としてベトナム渡航を企てる。1966年ベトナム叛戦直接行動委員会に関わる。1967年レボルト社を松田、太田竜らと設立し、『世界革命運動情報』を発行、チェ・ゲバラら第三世界革命の文献を紹介。1968年共産主義者同盟マルクス・レーニン主義派に加盟、政治局員となる。この頃、反戦脱走米兵援助日本技術委員会（JATEC）にも関与。1969年東大安田講堂攻防戦の軍事指導に関わる。
その後、中国に渡り、文化大革命で文革左派に加担、林彪事件に連座し投獄される。釈放され帰国後、1970年代、沖縄で地域社を設立し、石油備蓄基地反対闘争などに関与。インドに渡りナクサライト（西ベンガル州毛沢東主義派）のメンバーと共に逮捕。
その後、東アジア反日武装戦線の救援活動や雑誌『新地平』、アジア・アフリカ作家会議などで活動。1988年アナ連再建と同時に運営委員に加わり、機関紙『自由意志』を復刊させ、ポーランドの革命運動に参加。1998年パリ五月革命30周年記念集会に参加。1999年に体調を崩し、同年6月12日都立大久保病院にて死去。享年75（満73歳）。
没後、性同一性障害者であったとする説が流れたが、絓秀実の調査によれば流言であるという。

## 著作
- 『戦後革命無宿』（聞き書きによる自伝、私家版）
- 『アナルコ・コミュニズムの歴史的検証―山口健二遺稿集』（北冬書房、2003年）